# José Manuel Urcera
José Manuel Urcera (San Antonio Oeste, 1991. július 9. –) argentin autóversenyző, aki jelenleg a túraautó-világbajnokságban a Campos Racing pilótája.

## Pályafutása
2010-ig motokrossz versenyek vett részt, ahol nemzeti szinten több bajnoki címet is begyűjtött. 2011-ben első autós évében megnyerte Neuquén tartomány túraautós sorozatát, majd magasabb szinten két összetett második hellyel hívta fel magára a figyelmet. 2015-ben végül bemutatkozott az ország csúcs túraautós sorozatában, a Super TC2000-ben, ahol a FIAT csapat színeiben egyből ötödik lett, két dobogós hely kíséretében. 2016-ban már a futamgyőzelmet is szerzett, ám az összetettben végül csak 10.-ként zárt. 2017-re szerződést kapott a Citroentől az argentin Super TC200 bajnokságban, csapattársa Esteban Guerrieri lett. Január 28-án és 29-én két napot szimulátorozott, majd a hónap utolsó két napját egy GP3-as autóban töltötte Barcelonában, majd TC1-es Chevrolet-jét is kipróbálja a Campos csapatnak.